# Bazenville
Bazenville – miejscowość i gmina we Francji, w regionie Normandia, w departamencie Calvados.
Według danych na rok 1990 gminę zamieszkiwało 145 osób, a gęstość zaludnienia wynosiła 36 osób/km² (wśród 1815 gmin Dolnej Normandii Bazenville plasuje się na 741. miejscu pod względem liczby ludności, natomiast pod względem powierzchni na miejscu 964.).